# Meliola notelaeae
Meliola notelaeae är en svampart som beskrevs av Hansf. 1953. Meliola notelaeae ingår i släktet Meliola och familjen Meliolaceae.   Inga underarter finns listade i Catalogue of Life.